# Герб Веселинівського району
Герб Весели́нівського райо́ну — офіційний символ Веселинівського району, Миколаївської області, затверджений 18 травня 2012 року рішенням № 15 «Про затвердження символіки Веселинівського району та Положення про зміст, опис та порядок використання символіки Веселинівського району» сесії Веселинівської районної ради.
Автори герба — Ігор Дмитрович Янушкевич і Роман Юрійович Кочкуров.

## Опис герба
Герб являє собою іспанський геральдичний щит, увінчаний золотою територіальною короною, складеною із пшеничних колосків та між ними зелених гілок сосни, які опираються на основу із золотих соняшників та зеленого листя. Щит перетятий чотирма хвилястими нитяними балками — перемінно синіми і срібними. У верхньому срібному полі — три червоні троянди польової шипшини із зеленим листям та золотими серцевинами, одна над двома, над якими вигнута червоно-золото-синя веселка. У нижньому зеленому полі — срібний гейзер на хвилястій основі в оточенні двох золотих монет. Щит вписаний в декоративний картуш золотого кольору, прикрашений внизу пшеничним колоссям та золотим гроном винограду на зеленому листі. На синій девізній стрічці напис золотом «ВЕСЕЛИНІВСЬКИЙ РАЙОН».

## Символіка
Веселка, розміщена на гербі, складена із трьох кольорів: червоний символізує мужність, жовтий — багатство та підкреслює степову територію району, синій колір символізує вірність. Символ веселки асоціюється з назвою Веселинівського району.
Три рожевих троянди уособлюють найдавніші поселення району — Покровку, Широколанівку та смт Веселинове. Пелюстки троянд, яких п'ятнадцять, символізують п'ятнадцять громад району (12 сільських, 2 селищних та 1 районна рад).
Хвиляста балка, складена із двох синіх смуг, означає місцеві річки, які протікають територією району — Південний Буг та Чичиклію. В перекладі із турецької мови слово «чичахли» означає «долина троянд». Стилізований срібний гейзер води символізує природне джерело на території Покровської сільської ради. Срібний колір символізує доброту та підкреслює екологічну чистоту району.
Дві золоті монети підкреслюють історичне минуле району — скіфські кургани, фортецю Балаклею та розвиток торгівлі на Північно-Східному Причорномор'ї. Золотий колір символізує багатство та знатність.
Пшеничне колосся, виноградна лоза та соняшники підкреслюють аграрний напрям розвитку господарства району, соснові гілки нагадують про Варюшинське лісництво — заказник місцевого значення з насадженням сосни кримської. Зелений колір символізує достаток, волю i надію, нагадує про природну красу території району.